# Berkenglasvlinder
De berkenglasvlinder (Synanthedon culiciformis) is een nachtvlinder uit de familie Sesiidae (wespvlinders). De voorvleugellengte bedraagt tussen de 12 en 14 millimeter. De soort lijkt veel op de appelglasvlinder, maar is groter, heeft wat rood aan de basis de voorvleugel en heeft rode palpen.
De soort komt voor in het Palearctisch en het Nearctisch gebied.

## Waardplanten
De berkenglasvlinder heeft als waardplanten met name berk, maar soms ook els of zelfs andere loofbomen.

## Voorkomen in Nederland en België
De berkenglasvlinder is in Nederland en België een zeldzame soort. De vlinder kent één generatie die vliegt van eind april tot in augustus.